# Боян Чонос
Боян Иванов Чонос е български комунистически и младежки деец, партизанин.

## Биография
Роден е във Видин в семейството на местния адвокат (бивш печатарски работник) и деец на Българската комунистическа партия (тесни социалисти) Иван Чонос на 3 май 1921 г.
След провала на Септемврийското въстание от 1923 г. баща му заминава за Гърция, семейството го последва през 1924 г. Пристигат в СССР и се установяват в Москва през 1925 г. Боян завършва IV клас в московско училище.
През 1932 г. семейството се връща във Видин. Като гимназист със своята скромност и талант да разказва (особено за непознатия СССР и за превъзходството на съветския строй) Боян печели популярност сред младежите, избран е в ръководството на въздържателното и туристическото дружество в гимназията. Завършва гимназията с отличие през 1939 г. Става член на комунистическия Работнически младежки съюз (РМС). Издигнат е за член на окръжния комитет на РМС.
Следва право в Софийския университет „Св. Климент Охридски“ от 1939 г. Става член и активист на студентския съюз БОНСС. Взема активно участие в провеждането на Соболевата акция. След започването на войната между Нацистка Германия и СССР през 1941 г. се отдава изцяло на революционна дейност. Напуска университета, където при събрание легионер стреля по него. Неоздравял напълно, Чонос напуска и Александровската болница, където се лекува, и се завръща в родния край.
Включва се във военната организация на БКП. Освен в РМС, работи и като заместник-ръководител на военния отдел в окръжния комитет на БКП, където отговаря за минно-подривната дейност в окръга.
Арестуван е на 30 септември 1942 г., но успява да избяга от конвой, като скача от влака между селата Александрово и Бела. Присъединява се към партизанския отряд „Георги Бенковски“. След залавянето на Мико Нинов в края на 1942 г. Б. Чонос става секретар на окръжния комитет на РМС.
Отново е арестуван на 1 март 1943 г. при блокадата на с. Брегово. Първата му присъда е затвор, но с втората е осъден на смърт чрез обесване. Обесен е във Видинския затвор на 13 октомври 1943 година. Погребан е в градските гробища, а след 12 години е препогребан в Градската градина край Дунава.

## Памет
След установяването на комунистически режим в страната е популяризиран в региона сред основните дейци на комунистическото и младежкото движение във Видинско.
Къщата на семейство Чонос в кв. Калето (край центъра) на Видин е превърната в музей, а пред нея е издигнат паметник с негова скулптура в половин ръст. Негови паметници има също в Белоградчик и с. Бела.
Името му продължава да носи шивашкото кооперативно предприятие ТПК „Боян Чонос“ във Видин. На Боян Чонос са наименувани обекти и колективи (днес повечето преименувани или закрити):
- консервният комбинат във Видин, ТПК във Видин, ТКЗС в с. Тияновци
- окръжната (сега областна) болница във Видин, дом за деца и юноши в Белоградчик
- пионерски лагер край Фалковец, младежки парк в с. Бела
- основно училище във Видин, СПТУ (професионална гимназия) в Дунавци
- футболен отбор (клуб) във Видин, хор във Видин
- улици в Перник, Видин, Дунавци, Димово и др.

Спомени за него представя майка му Цена Чонос в книгата „Ще ви разкажа за моя син“, издадена през 1958, 1959, 1960, 1969 г. Нему е посветен едноименният съветски игрален филм „Боян Чонос“ на Централната телевизия на СССР от 1970 г. с продължение от 1971 г.